# Edamoto Yuichiro
Edamoto Yuichiro (枝本雄一郎 Edamoto, Yuichiro, sinh ngày 6 tháng 8 năm 1988) là một cầu thủ bóng đá người Nhật Bản, thi đấu cho FC Ryukyu ở vị trí tiền vệ.

## Sự nghiệp
Sau khi học tập tại Đại học Kindai, Edamoto ký hợp đồng với Thespakusatsu Gunma, ban đầu tihi đấu cho đội U-23 và sau đó được lên đội một.
Vào tháng 1 năm 2014, anh quyết định đến Fujieda MYFC.

## Thống kê câu lạc bộ
Cập nhật đến ngày 23 tháng 2 năm 2018.
| Thành tích câu lạc bộ | Thành tích câu lạc bộ | Thành tích câu lạc bộ | Giải vô địch | Giải vô địch | Cúp                   | Cúp                   | Tổng cộng | Tổng cộng |
| Mùa giải              | Câu lạc bộ            | Giải vô địch          | Số trận      | Bàn thắng    | Số trận               | Bàn thắng             | Số trận   | Bàn thắng |
| Nhật Bản              | Nhật Bản              | Nhật Bản              | Giải vô địch | Giải vô địch | Cúp Hoàng đế Nhật Bản | Cúp Hoàng đế Nhật Bản | Tổng cộng | Tổng cộng |
| --------------------- | --------------------- | --------------------- | ------------ | ------------ | --------------------- | --------------------- | --------- | --------- |
| 2013                  | Thespakusatsu Gunma   | J2 League             | 0            | 0            | 0                     | 0                     | 0         | 0         |
| 2014                  | Fujieda MYFC          | J3 League             | 24           | 3            | 2                     | 0                     | 26        | 3         |
| 2015                  | Fujieda MYFC          | J3 League             | 35           | 2            | 3                     | 2                     | 38        | 4         |
| 2016                  | Fujieda MYFC          | J3 League             | 30           | 12           | –                     | –                     | 30        | 12        |
| 2017                  | Fujieda MYFC          | J3 League             | 30           | 13           | –                     | –                     | 30        | 13        |
| Tổng                  | Tổng                  | Tổng                  | 119          | 30           | 5                     | 2                     | 124       | 32        |